# ジェイソン・グレイ＝スタンフォード
ジェイソン・グレイ＝スタンフォード（Jason Gray-Stanford, 1970年5月19日 - ）は、カナダ出身の俳優、声優である。

## 人物
1970年5月19日、カナダ・ブリティッシュコロンビア州のバンクーバーで生まれた。ブリティッシュコロンビア大学を卒業後、『ドラゴンボールZ』や『らんま1/2』をはじめとする日本のテレビアニメやアニメ映画の英語版吹替え声優として活動する。
実写映画の俳優としても『ミステリー、アラスカ』や『ビューティフル・マインド』などの映画やテレビドラマに出演し、2002年から2009年にかけて放送されたテレビドラマ『名探偵モンク』のランドール・ディッシャー警部補役で国際的に顔を知られる存在となった。2006年にはクリント・イーストウッド監督の映画『父親たちの星条旗』にも出演を果たしている。

## 出演作品

### 映画
- 子宮の蠢き The Surrogate (1995)
- 潜入容疑者 Hostile Force (1997)
- バイオハザード Contagious (1997) - 医師 役
- ジャッジメント・デイ2 Doomsday Rock (1997)
- ダーク・エスケープ The Escape (1998)
- ミステリー、アラスカ Mystery, Alaska (1999) - ボビー 役
- ビューティフル・マインド A Beautiful Mind (2001) - エインズリー 役
- ロンリーハート Lonely Hearts (2006)
- 父親たちの星条旗 Flags of Our Fathers (2006) - シュライアー 役
- 新・暗くなるまで待って Lost in the Dark (2007) - ロイ・エバンス 役
- ファントム/開戦前夜 Phantom (2013) - サーシャ 役
- アース・トゥ・エコー Earth to Echo (2014) - Dr.ローレンス・マスデン 役
- レッド・スカイ Red Sky (2014) - アーリス・スキッドモア 役
- サマー・オブ・84 Summer of 84 (2018) - ランドール・アームストロング 役
- ザ・ミラクル・シーズン The Miracle Season (2018) - スコット・サンダース 役

### テレビドラマ
- X-ファイル The X-Files (1993)
- 暗黒の戦士 ハイランダー シーズン3 Highlander (1994) - ヨナ 役
- 超感覚刑事ザ・センチネル シーズン2 The Sentinel (1996)
- ニンジャタートルズ ザ・ネクストミューテーション Ninja Turtles: The Next Mutation (1997-1998) - ドナテロ 役
- スターゲイト SG-1 シーズン3 Stargate SG-1 (1999)
- ファースト・ウェイブ 最終予言1999 First Wave (2000)
- 名探偵モンク Monk (2002-2009) - ランドール・ディッシャー警部補 役
- TAKEN テイクン Taken (2002) - ハワード・ボーエン 役
- ザ・コレクター The Collector (2005) - ラリー・エメリッヒ 役
- グレイズ・アナトミー 恋の解剖学 シーズン7 Grey's Anatomy (2011) - ジョシュ・イングランダー 役
- NCIS 〜ネイビー犯罪捜査班 シーズン9 NCIS (2012) - Dr.ジェイ・バーマン 役
- 溺れる女たち 〜ミストレス〜 Mistresses (2013) - アダム・トーマスFBI捜査官 役
- JUSTIFIED 俺の正義 Justified (2014)
- BONES ボーンズ -骨は語る- シーズン10 BONES (2015) - ロジャー 役
- NCIS: ニューオーリンズ シーズン2 NCIS: New Orleans (2015) - ミッキー 役
- SUPERGIRL/スーパーガール シーズン2 Supergirl (2016) - ランド・オライリー役
- X-ファイル 2018 The X-Files (2018) - リック・エガーズ 役

### アニメ
- めぞん一刻 Maison Ikkoku (1986) - 五代裕作 役
- 鎧伝サムライトルーパー Yoroiden Samurai Troopers (1988) - 秀麗黄/金剛のシュウ 役
- グリーンレジェンド乱 Green Legend Ran (1992) - 乱 役
- バトルファイターズ餓狼伝説 Fatal Fury: Legend of the Hungry Wolf (1992) - ジョー・ヒガシ 役
- バトルファイターズ 餓狼伝説2 Fatal Fury 2: The New Battle (1993) - ジョー・ヒガシ 役
- らんま1/2 Ranma 1/2 (1993) - 真之介 役
- 餓狼伝説 -THE MOTION PICTURE- Fatal Fury: The Motion Picture (1994) - ジョー・ヒガシ 役
- ドラゴンボールZ Dragon Ball Z (1996-1997) - ラディッツ 役
- エクストリームダイナソーズ Extreme Dinosaurs (1997)
- 22世紀のシャーロック・ホームズ Sherlock Holmes in the 22nd Century (1999-2000) - シャーロック・ホームズ 役